# Gottfried Löffler
Gottfried Löffler (auch Gottfried Löffler-Hähntzsch; * 16. Dezember 1939 in Görlitz; † 15. März 1985 in Ramelow) war ein deutscher Keramiker in der DDR.

## Leben und Werk
Löffler machte das Abitur mit Berufsausbildung zum Feinmechaniker und absolvierte von 1959 bis 1961 in Bürgel auf dem Töpferhof Gramann bei Siegfried Gramann eine Lehre als Töpfer. Nach dem Wehrdienst in der NVA studierte er von 1963 bis 1968 bei Wolfgang Henze und Rudolf Kaiser an der Kunsthochschule Berlin-Weißensee (KHS). Schon als Student nahm er 1965 mit Entwurfsskizzen für ein Wandrelief in Berlin an der Ausstellung „Berlin – heute“ teil.
Wie mehrere weitere Absolventen wurde er nach dem Studienabschluss nach Neubrandenburg gelenkt, wo er 1968 zu den Gründern des Zentrums Bildende Kunst Neubrandenburg gehörte. Dort arbeitete er anfangs als angestellter Keramik-Künstler und ab 1973 freischaffend mit einer vertraglichen Bindung an das Zentrum.
Von 1973 bis 1979 übte Löffler auch eine Lehrtätigkeit an der KHS aus, ab 1977 als Dozent. 1980 gründete er in Ramelow eine Keramikwerkstatt. Er schuf u. a. Gartenkeramik, Gefäße und baugebundene keramische Werke, häufig gemeinsam mit seiner Ehefrau Barbara Löffler.
Löffler war Mitglied des Verbands Bildender Künstler der DDR (VBK). Er hatte in der Zeit der DDR im In- und Ausland eine große Zahl von Einzelausstellungen und Ausstellungsbeteiligungen, u. a. 1977/1978 und postum 1987/1988 an der VIII. und X. Kunstausstellung der DDR in Dresden.

## Ehrungen (Auswahl)
- 1966: 1. Preis für Gartenkeramik auf der 3. Ausstellung des Kunsthandwerks der DDR in Erfurt
- 1978: Fritz-Reuter-Preis für Kunst und Literatur des Rates des Bezirks Neubrandenburg
- Diplom der Internationalen Keramikschau in Faenza

## Keramische Werke (Auswahl)

### Baugebundene Werke
- Wassermann mit Fischen (1969; Wandgestaltung in der Schwimmhalle Neubrandenburg; mit Barbara Löffler)[1]
- Wandgestaltung (1974, Klinkerziegel, 300 × 1200 cm; FDGB-Erholungsheim „Herbert Warnke“ in Klink[2]; auf der VIII. Kunstausstellung der DDR)
- Wandgestaltung (1975, Terrakotta, glasierte Kacheln, 210 × 140 cm; Innenhof der Bezirksparteischule der SED in Neubrandenburg; auf der VIII. Kunstausstellung der DDR; mit Barbara Löffler)
- Vier Jahreszeiten (1985; Wandgestaltung im Treppenhaus des VEB Maschinelles Rechnen Neubrandenburg)

### Gartenkeramik
- Frau mit drei Kindern (1969; Plastiken für einen Kindergarten)[3]

## Ausstellungen (unvollständig)

### Einzelausstellungen (mutmaßlich unvollständig)
- 1979: Bautzen, Galerie Budysin (mit Barbara Löffler)
- 1987: Neubrandenburg, Galerie am Pferdemarkt